# My Little Pony - Equestria Girls - Rainbow Rocks
My Little Pony - Equestria Girls - Rainbow Rocks è un film d'animazione del 2014 diretto da Jayson Thiessen. 
Lungometraggio animato musicale sceneggiato da Meghan McCarthy e prodotto da Hasbro Studios, spin-off della serie animata televisiva My Little Pony - L'amicizia è magica e sequel di My Little Pony - Equestria Girls (2013), il film è stato distribuito nei cinema degli Stati Uniti e del Canada a partire dal 27 settembre 2014.
Il film re-immagina le protagoniste della serie, normalmente pony, come ragazze umane in un'ambientazione liceale. La trama del film, che si colloca dopo gli eventi della quarta stagione della serie, vede le amiche di Twilight Sparkle del liceo Canterlot High e Sunset Shimmer in difficoltà e bisognose dell'aiuto di Twilight.
Le recensioni critiche del film sono state positive, e descrivono il film come «molto superiore» al precedente.
Un sequel del film intitolato Equestria Girls - Friendship Games è andato in onda sul canale statunitense Discovery Family il 26 settembre 2015.

## Trama
Dopo la fine della quarta stagione, nel mondo umano, gli studenti della Canterlot High School si stanno preparando per un evento musicale, a cui le amiche umane di Twilight Sparkle intendono partecipare con la loro nuova band, le "Rainbooms"; da quando hanno formato la band, si accorgono di trasformarsi nelle loro forme metà pony ogni volta che suonano, a causa della magia di Equestria rimasta in loro dopo la prima trasformazione, catalizzata dalla corona di Twilight. Nel frattempo, la ex-bulla della scuola Sunset Shimmer viene isolata dal resto del corpo studentesco malgrado i suoi tentativi di riscatto, anche se le amiche di Twilight sono ben disposte nei suoi confronti.
Sunset si offre volontaria per far visitare la scuola a tre nuove studentesse: Adagio Dazzle, Aria Blaze e Sonata Dusk. Le tre, che chiamano il proprio gruppo le "Dazzlings", lasciano Sunset e le Rainbooms perplesse quando cantano una canzone che semina discordia tra il resto degli studenti, convincendoli a trasformare l'evento musicale in una "Battaglia delle band". Dopo aver scoperto che le Dazzlings hanno stregato persino la preside Celestia e la vicepreside Luna con il proprio incantesimo, Sunset chiede aiuto a Twilight tramite un libro magico che le era stato affidato da Princess Celestia.
Twilight riceve il messaggio di Sunset mentre è in corso il suo trasferimento nel suo nuovo castello a Ponyville. Scopre che le Dazzlings sono sirene esiliate da Equestria che si nutrono di emozioni negative per controllare gli altri tramite il canto. Sfruttando la magia del libro per creare un congegno che renda attivo il portale tra i mondi, Twilight fa ritorno al mondo umano assieme a Spike e si riunisce alle sue amiche umane. Quindi, suggerisce di usare il potere dell'amicizia per contrastare l'incantesimo delle Dazzlings, ma lei e le amiche non sono in grado di evocare la loro magia. Su suggerimento di Sunset, Twilight capisce che devono suonare una canzone assieme per lanciare il controincantesimo. Nel frattempo, le Dazzlings vengono a conoscenza della magia che protegge le Rainbooms e sollevano il resto del corpo studentesco contro di loro, creando tensioni all'interno del gruppo e aumentando la loro vulnerabilità al sortilegio delle sirene.
Alla competizione, le Rainbooms sconfiggono tutte le band rivali, dando a Twilight più tempo per lavorare all'incantesimo. Durante le semifinali contro la band di Trixie, Rainbow Dash si mette a suonare una canzone basata su sé stessa che quasi attiva la sua trasformazione in pony. Sunset la ferma, sapendo che questo avrebbe rivelato il loro piano alle Dazzlings, ma gli studenti lo vedono come un atto di egoismo, il che accresce ulteriormente il loro disprezzo per Sunset. Le Dazzlings spingono Trixie a intrappolare le Rainbooms sotto il palco per impedire loro di partecipare alla finale, durante la quale le Dazzlings assorbono la loro magia grazie ai litigi scoppiati tra le amiche di Twilight. Twilight e Sunset si rendono conto che l'ostilità nel loro gruppo è ciò che sta impedendo all'incantesimo di Twilight di funzionare, e convincono le altre a collaborare. La band viene soccorsa da Spike e DJ Pon-3 — quest'ultima protetta dal canto delle Dazzlings grazie alle proprie cuffie. Esibendosi su un palco fornito sul momento da DJ Pon-3, le Rainbooms si trasformano e respingono le Dazzlings in forma di sirena a colpi di magia. Supportate da Sunset, che si trasforma a sua volta, la band al completo riesce a rompere l'incantesimo delle Dazzlings e a distruggere le gemme che danno potere al trio, rendendole stonate. Le Dazzlings battono in ritirata mentre il resto della scuola festeggia. Twilight e Spike fanno ritorno a Equestria con la possibilità di tornare ogni volta che vogliano, rimanendo in contatto con Sunset tramite il libro magico.
Durante i titoli di coda vengono mostrate scene di Sunset che viene accettata dagli altri studenti e che si esibisce come voce corale e seconda chitarrista delle Rainbooms. In una scena dopo i titoli di coda, viene mostrata la controparte umana di Twilight Sparkle intenta a investigare sulla strane attività che circondano la Canterlot High.

## Personaggi
Nel film vi sono anche brevi apparizioni di Michelle Creber come controparte umana di Apple Bloom; Ingrid Nilson come controparte umana di Maud Pie; Peter New come controparte umana di Big McIntosh; Lee Tockar e Richard Ian Cox come controparti umane di Snips e Snails; Brian Drummond come un pony postino privo di nome; St. Germain come controparte umana di Photo Finish; Kazumi Evans, oltre a fare Adagio Dazzle, dà anche la voce a Octavia Melody per una battuta.

## Produzione
Il sequel è stato annunciato da Hasbro durante una conferenza stampa all'International Toy Fair 2014.
Il 13 febbraio 2014, Meghan McCarthy ha scritto su Twitter di aver lavorato al film durante l'estate 2013.
Quello stesso giorno, il musicista Daniel Ingram ha fatto sapere che il film avrebbe contenuto un totale di dodici canzoni, più di qualunque altro episodio o film di L'amicizia è magica pubblicato finora.

## Colonna sonora
La colonna sonora del film è stata pubblicata il 10 settembre 2014 tramite l'iTunes Music Store. Otto giorni dopo, il compositore Daniel Ingram ha annunciato sul proprio account Twitter che la colonna sonora si è piazzata al 15º posto nella classifica Kid Albums di Billboard; due settimane dopo, il 2 ottobre, la colonna sonora ha raggiunto il 12º posto.
1. The Rainbooms – Rainbow Rocks – 1:40 (Daniel Ingram)
2. The Rainbooms – Better Than Ever – 1:35 (Daniel Ingram, Meghan McCarthy)
3. The Dazzlings – Under Our Spell – 1:51 (Daniel Ingram, Meghan McCarthy)
4. Trixie and the Illusions – Tricks Up My Sleeve – 2:06 (Daniel Ingram, Meghan McCarthy)
5. The Rainbooms – Shake Your Tail – 1:59 (Daniel Ingram, Amy Keating Rogers)
6. The Dazzlings, The Rainbooms, Sunset Shimmer, folla – Welcome to the Show – 4:37 (Daniel Ingram, Meghan McCarthy)
7. Rainbow Dash, The Rainbooms – Awesome as I Want to Be – 1:16 (Daniel Ingram, Meghan McCarthy)
8. The Dazzlings, folla – Let's Have a Battle (of the Bands) – 2:52 (Daniel Ingram, Meghan McCarthy)
9. The Rainbooms, Sunset Shimmer, cast di Equestria Girls – Shine Like Rainbows – 2:35 (Daniel Ingram)
10. DJ Pon-3 – Music to My Ears (bonus track) – 1:45 (Daniel Ingram)

Durata totale: 22:16

## Promozione

### Video musicale
Il 20 febbraio 2014 Hasbro ha pubblicato un video musicale live-action sul proprio sito ufficiale che mostra le protagoniste di Equestria Girls in una rock band. Alla pari del video Magic of Friendship pubblicato in corrispondenza del primo film, il video musicale di Rainbow Rocks fa uso di una versione rock della canzone "Equestria Girls" e raffigura le controparti umane delle protagoniste che eseguono il ballo "EG Stomp". Attraverso il canale YouTube Equestria Girls, il 4 agosto 2014 è stato pubblicato un secondo video musicale. Esso mostra altre quattro ragazzine vestite rispettivamente da DJ Pon-3, Adagio Dazzle, Aria Blaze e Sonata Dusk.

### Mini-gioco
Un mini-gioco Rainbow Rocks in stile Missile Command è stato aggiunto all'app Hasbro Arcade l'8 aprile 2014.

### Libri
Perdita Finn ha adattato i cortometraggi animati di Rainbow Rocks sotto forma di un libro omonimo, che è stato pubblicato l'8 aprile 2014. Un seguito della storia, intitolato The Mane Event e sempre scritto da Finn, è previsto per la pubblicazione il 7 ottobre 2014.

### In rete

#### Cortometraggi precedenti al film
Il 13 febbraio 2014, Entertainment Weekly ha pubblicato il primo trailer del film; circa quattro mesi dopo, tuttavia, Meghan McCarthy ha comunicato tramite Twitter che quel trailer e gli altri pubblicati in seguito «sono cortometraggi separati e non scene del film». In totale, sul canale YouTube di Hasbro Studios sono stati pubblicati otto corti promozionali tra il 27 marzo e il 19 giugno 2014. I cortometraggi sono stati creati dagli animatori della serie televisiva in modo da collegarsi al film, e sono considerati eventi precedenti a quelli narrati nel film. Successivamente, sono stati distribuiti nel web anche doppiati in italiano.
| N. | Titolo originale     | Titolo italiano                        | Regia       | Sceneggiatura                     | Data pubblicazione |
| -- | -------------------- | -------------------------------------- | ----------- | --------------------------------- | ------------------ |
| 1  | Music to My Ears     | Musica per le mie orecchie             | Ishi Rudell | Cindy Morrow                      | 27 marzo 2014      |
| 2  | Guitar Centered      | La chitarra contesa                    | Ishi Rudell | Amy Keating Rogers                | 4 aprile 2014      |
| 3  | Hamstocalypse Now    | La guerra dei criceti                  | Ishi Rudell | Josh Haber                        | 11 aprile 2014     |
| 4  | Pinkie on the One    | Pinkie alla batteria                   | Ishi Rudell | Josh Haber                        | 25 aprile 2014     |
| 5  | Player Piano         | Il piano                               | Ishi Rudell | Amy Keating Rogers                | 9 maggio 2014      |
| 6  | A Case for the Bass  | Una custodia senza basso               | Ishi Rudell | Natasha Levinger                  | 23 maggio 2014     |
| 7  | Shake Your Tail!     | Muovi la coda!                         | Ishi Rudell | Amy Keating Rogers                | 6 giugno 2014      |
| 8  | Perfect Day for Fun! | Il giorno perfetto per il divertimento | Ishi Rudell | Daniel Ingram, Amy Keating Rogers | 19 giugno 2014     |

#### Cortometraggi successivi al film
Con la collaborazione di Katrina Hadley, Daniel Ingram, Brian Lenard, Jayson Thiessen e Michael Vogel e canzoni composte da Ingram, Hasbro ha pubblicato tre video musicali di Rainbow Rocks il 2 aprile 2015. Questi cortometraggi sono iniziative separate che fanno da ponte per il terzo episodio di Equestria Girls, Friendship Games. Il 6 aprile 2015, Ingram ha affermato in un commento su Facebook che le canzoni sarebbero state probabilmente incluse nel successivo album di Equestria Girls, previsto per la pubblicazione entro l'anno, il che è effettivamente avvenuto il 17 settembre 2015 con la pubblicazione della colonna sonora di Friendship Games. Come per i corti precedenti, anche questi sono stati pubblicati sul canale YouTube di Hasbro doppiati in varie lingue, tra cui l'italiano.
| N. | Titolo originale            | Titolo italiano                      | Regia       | Sceneggiatura                                                               | Data pubblicazione |
| -- | --------------------------- | ------------------------------------ | ----------- | --------------------------------------------------------------------------- | ------------------ |
| 1  | Friendship Through the Ages | L'Amicizia negli Anni                | Ishi Rudell | Katrina Hadley, Daniel Ingram, Brian Lenard, Jayson Thiessen, Michael Vogel | 2 aprile 2015      |
| 2  | Life Is a Runway            | La Vita è una Passerella             | Ishi Rudell | Katrina Hadley, Daniel Ingram, Brian Lenard, Jayson Thiessen, Michael Vogel | 2 aprile 2015      |
| 3  | My Past Is Not Today        | Il Mio Passato non è il mio Presente | Ishi Rudell | Katrina Hadley, Daniel Ingram, Brian Lenard, Jayson Thiessen, Michael Vogel | 2 aprile 2015      |

#### Giochi
Il 7 giugno 2014 è stato pubblicato sul sito di Equestria Girls di Hasbro un gioco di Rainbow Rocks chiamato Repeat the Beat; quasi due mesi dopo, il 31 luglio 2014, sono stati rilasciati altri due giochi, chiamati "Equestria Girls: Battle of the Bands" ed "Equestria Girls: V.I.F. (Very Important Friend)".

#### Anteprime e trailer
Il 24 luglio 2014 sono stati pubblicati su Yahoo un'anteprima del film e un trailer.
Sul canale YouTube di Hasbro sono state caricate quattro anteprime del film tra il 18 agosto e il 5 settembre 2014.
Il 10 settembre 2014, Shout! Factory ha mostrato un trailer di 30 secondi tramite Equestria Daily. Il 12 settembre, un altro trailer di 50 secondi è stato pubblicato su YouTube. Il 18 settembre è stato pubblicato su Yahoo! TV il trailer cinematografico completo, che è stato poi caricato sul canale YouTube di Hasbro il 22 settembre.

## Distribuzione
Il film è stato proiettato in un numero limitato di cinema il 27 settembre 2014, negli Stati Uniti e in Canada. Ha inoltre debuttato in anteprima al TCL Chinese Theatre di Hollywood, a cui hanno partecipato i membri del cast e dello staff di produzione, nonché celebrità come Jamie Foxx, l'attrice di Modern Family Ariel Winter, e il candidato all'Academy Award Quvenzhané Wallis.
La proiezione nei cinema italiani è avvenuta l'8 e il 9 novembre 2014.

### Home video
Il film è stato distribuito in DVD e Blu-ray nella regione 1 da Shout! Factory a partire dal 28 ottobre 2014.
Tra i contenuti speciali vi sono una nuova featurette, gli otto corti animati precedentemente pubblicati in rete e una canzone in versione karaoke.
Il DVD della regione 2 è stato distribuito da Primal Screen Entertainment a partire dal 23 marzo 2015 in diversi Paesi, tra cui Italia, Francia, Paesi Bassi, Spagna e il Regno Unito.

### Televisione
My Little Pony: Equestria Girls – Rainbow Rocks ha debuttato in prima TV su Discovery Family il 17 ottobre 2014.
La sua messa in onda in Italia è avvenuta il 16 novembre 2014 su Boomerang, e il 7 dicembre su Cartoonito.

## Accoglienza

### Incassi
Gli incassi di Rainbow Rocks durante la prima settimana hanno superato quelli del film precedente del 37%. Il numero di biglietti venduti per cinema è aumentato del 19% nel corso delle prime tre settimane della distribuzione.

### Critica
My Little Pony - Equestria Girls - Rainbow Rocks ha ricevuto un'accoglienza generalmente positiva da parte di critici e fan.
Sheriyn Connelly di The Village Voice ha definito Rainbow Rocks «molto superiore» al predecessore, e ha commentato che anche se «la trama è molto legata al film precedente e non particolarmente accessibile ai nuovi arrivati», il film è «alla pari con lo show nei suoi momenti più profondi».
Sheri Linden di The Hollywood Reporter ha elogiato il film, dicendo che «per quanto sia strettamente per i fan fedeli, il miscuglio di carino e serio orientato ai preadolescenti ha un impatto immediato e non risulta mai stucchevole».
Shane O'Hare di Geekscape ha assegnato alla versione Blu-ray dei film un punteggio di 4 su 5, elogiando la colonna sonora e affermando che «il compositore, Daniel Ingram... è stato fenomenale. Dieci nuove canzoni originali di Daniel hanno davvero rubato la scena».
Anche Ed Liu di Toon Zone, che aveva espresso un'opinione negativa sul primo film, ha ritenuto Rainbow Rocks migliore del precedente. Ha scritto che il film «è quasi altrettanto dolce e affascinante dei migliori episodi della serie, e trova modi nuovi e interessanti per approfondire il tema dell'amicizia presente nella serie».